# Saltério de Sófia

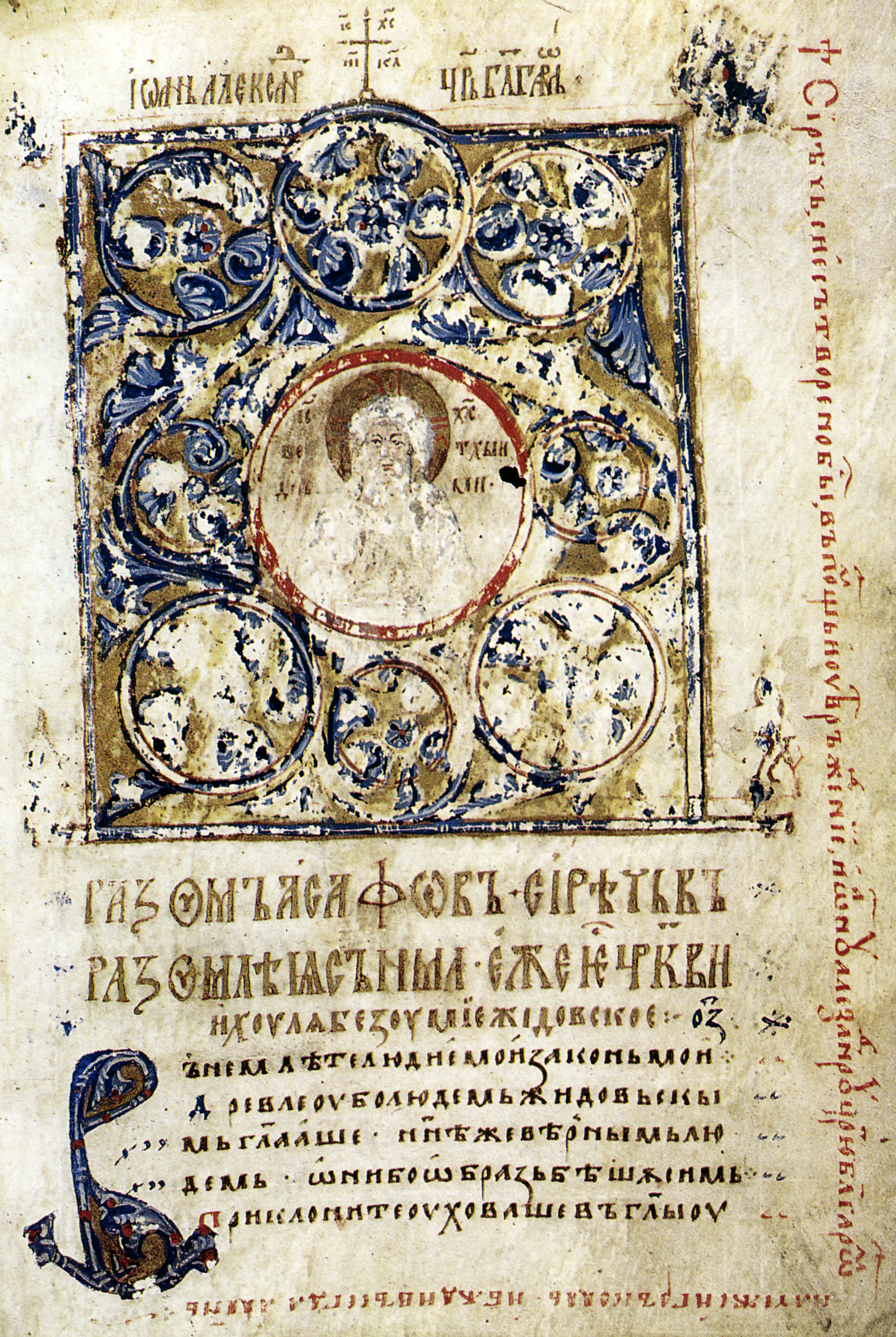
Página do Saltério de Sófia (1337)

O Saltério de Sófia (em búlgaro:  Софийски песнивец - Sofiyski pesnivets), conhecido também como Saltério de João Alexandre ou Saltério Kuklen, é um saltério iluminado búlgaro do século XIV. Ele foi produzido em 1337 e pertencia à família do tsar João Alexandre da Bulgária.
O saltério, que é constituído de 318 fólios de pergaminho, está escrito em búlgaro antigo utilizando o alfabeto cirílico e contém o texto dos Salmos juntamente com comentários de Eusébio, além do Credo de Niceia e comentários sobre o Pai Nosso. De particular importância historiográfica é o "Louvor a João Alexandre", que encomendou o manuscrito, presente nos fólios 311a-312b.
O manuscrito é atualmente parte da coleção da biblioteca da Academia de Ciências da Bulgária, em Sófia.